# Илам (Непал)
Илам (непальск. इलाम) — город и муниципалитет на крайнем востоке Непала, в районе Илам зоны Мечи Восточного региона страны.
Расположен к югу от хребта Махабхарат, недалеко от реки Канкай, примерно в 700 км к востоку от Катманду, на высоте 800 м над уровнем моря. Климат города характеризуется довольно холодной зимой, тёплым летом и туманным сезоном дождей. Важную роль в экономике города и окружающего его района играет производство чая, которое осуществляется здесь с 1863 года. В 1868 году здесь была построена чайная фабрика, а чайные плантации занимали территорию в 135 акров. Имеется регулярное автобусное сообщение с Катманду (дорога занимает около 18 часов).
Население города по данным переписи 2011 года составляет 18 633 человека, из них 8946 мужчин и 9687 женщин. Население Илама представлено множеством этнических групп, среди которых лимбу, раи, лепча, неварцы, магары и др.